# Rádiháza
Rádiháza a Zala vármegyei Gutorfölde egyik településrésze, a központjától mintegy 3 kilométerre keletre.

## Fekvése
A vármegye középső-délnyugati részén helyezkedik el, a Balatontól 50 km-re.
A legközelebbi települések: észak felől Szentkozmadombja, északkelet felől Tófej, délkelet felől Pusztaederics, délnyugat felől pedig Gutorfölde; légvonalban mindegyiktől körülbelül 3-3 kilométer választja el.

### Megközelítése
Közúton a legegyszerűbben a 75-ös főút felől érhető el, amelyről Baknál kell letérni a Páka felé vezető 7543-as útra; ez át is halad a településrész központján.
A hazai vasútvonalak közül a Zalaegerszeg–Rédics-vasútvonal érinti, melynek egy megállója is van a határában; Rádiháza megállóhely pár száz méterre északra található Rádiháza központjától.

## Története
Első írásos említése 1690-ből ismert, egy úrbéri összeírásból; birtokosai akkor Kaman Ferenc és Mattay Márton voltak. Az 1700-as, 1800-as években végig csak pusztaként tartották számon. 1860 körül egy majort hoztak létre itt, ekkor Rádiháza puszta néven szerepelt. Az 1890-es években többen települtek le itt.
A fejlődést az 1900-as évek hozta el a településre, melynek dombos-lankás erdős vidéke kiválóan alkalmasnak bizonyult a lótenyésztésre. 1912-ben egy, a horvátországi Paukovecből 1905-ben Rádiházára áttelepült földbirtokos, Bartha László 7 kancával kezdte meg az itteni lótenyésztést, majd 1925-ben bekövetkezett halála után fia, Bartha Miklós vezette tovább a gazdaságot. A Bartha-birtok hamar a környék legnagyobb földbirtoka lett, területe 1935-ben már 701 kataszteri holdat tett ki. A két világháború közötti időszakban az angol félvérek tenyésztése dominált.
A második világháború után a Bartha-birtok nagyobb részét felosztották, a rádiházi ménest pedig államosították. A gazdaság 1949-től egy darabig mint az Alagi Állami Ménes Rádiházi Csikótelepe működött, majd az 1950-es évek elején a Versenylótenyésztő Nemzeti Vállalat Ménesgazdasága, Rádiháza nevet kapta. Akkoriban jelentős fejlesztéseket is végrehajtottak a ménesgazdaságban: 1951−1952-ben egy 40 férőhelyes kancaistállót, a közeli, szintén Gutorföldéhez tartozó Görbőpusztán 100 férőhelyes csikóistálló építettek, illetve a gazdaság munkatársai számára több szolgálati lakás is épült. 1954-ben készült el a versenypálya, azóta (napjainkig is) folyamatosan rendeznek lovasversenyeket Rádiházán. A ménesgazdaságot 1965-től 2005-ig Török László (1928−2013) irányította, akinek vezetésével az ügetőlovak tenyésztését honosították meg. Az 1960-as évektől indult fejlődésnek a lovas turizmus a településen. A ménes 1962-ben beolvadt a Baki Állami Gazdaságba. 
1960-ban mint külterületi lakott hely 167 lakossal rendelkezett. A gazdaságban 1968-ban fedett lovardát építettek.
1994. október 24-én Török László családtagjai a privatizáció során megvásárolták a ménest és létrehozták a Kabala-Ménes Kft-t, melyet a gazdaság legismertebb lováról, az 1960-ban született Kabala ügetőkancáról neveztek el. A lovassport hagyományát viszi tovább a Kabala-Ménes Kft. közel 150 lóval.
Rockenbauer Pál 1986-ban forgatott …és még egymillió lépés című útifilmje áthaladt a településen, illetve a film nyomán 1989-ben létrejött Rockenbauer Pál Dél-dunántúli Kéktúra országjáró túramozgalom útvonala ma is érinti, annak egyik igazolópontjául szolgál.
Az egykori Bartha-kúriát 1989-ben szállodává alakították, kezdetben Hotel Kabala néven működött, napjainkban Kabala Lovaspanzióként üzemel.